# Josep Puigbó
Josep Puigbó Valeri (Olot, Gerona, 17 de febrero de 1958) es un periodista español.

## Biografía
Licenciado en Ciencias de la Información por la Universidad Autónoma de Barcelona, se inició en el mundo de la comunicación en 1973, con tan sólo catorce años colaborando con la emisora Radio Olot, de la que con el tiempo llegaría a ser Director.
En 1983 es nombrado Director de Radio Costa Brava, puesto que ocupa hasta 1989, en que ingresa en Televisión española. 
Hasta 1991 presenta el informativo del Centro Territorial de TVE en Cataluña. Pasa de ahí a TV3, la televisión autonómica catalana, en la que presenta el informativo de mediodía, labor que compagina con diferentes programas en Catalunya Ràdio.
Entre 1999 y 2003 ejerció el cargo de Director de la cadena de radio Ona Catalana.
Su regreso a TVE se produce en 2002 para conducir la tertulia política del programa El debate de La 2, labor que desarrolla hasta 2003; en agosto de ese año sustituyó, junto a Letizia Ortiz, a Ana Blanco en las labores de presentación de la primera edición de Telediario, permaneciendo en el puesto en septiembre después de la reincorporación de Blanco. Josep Puigbó continuó en TVE hasta la remodelación de los informativos operada por Fran Llorente en agosto de 2004.
En 2006 estrena el programa Amics, coneguts i saludats en 8tv, la televisión privada del Grupo Godó que se ve en toda Cataluña y zonas limítrofes. El espacio fue retirado de la parrilla a finales del 2007 coincidiendo con un cambio en la cúpula de la cadena. Desde 2009, colabora con la televisión privada Canal Català TV.